# 岡田ユミ
岡田 ユミ（おかだ ゆみ）は、日本の作曲家、編曲家。洗足学園音楽大学講師

## 作品

### テレビCM
- 東京ディズニーリゾート 
  - 『30th The Happiness Year』
  - 『35th Happiest Celebration』
  - 『ハロウィン』
  - 『子供の今に会いに行こう』パパ篇・ママ篇
- 東京ディズニーランド
  - 『ドナルドのホット・ジャングル・サマー』
  - 『新ナイトタイム スペクタキュラー Celebrate!』
  - 『モンスターズ・インクの夏休み』
  - 『クリスマス・ファンタジー』
- 東京ディズニーシィ
  - 『トイ・ストーリー・マニア』
  - 『春キャン』
- SUZUKI
  - 『スペーシア』
- リクルート
  - 『ポンパレ』
- 日本マクドナルド
  - 『てりたまバーガー』
  - 『グラコロ』
  - 『CokeGlass プレゼント』
- 森永
  - 『マクロビ派』
- 薩摩酒造
  - 『さつま白波 / おやじの、芋神様。』
- サントリー天然水
  - 『ありがたいね』篇　30sec
  - 『P-ecotボトル』篇　15sec
- IKEA
  - 『眠ろう。』
- 花王
  - 8x4（エイトフォー）
  - Biore/マシュマロホイップ
- LION
  - 『TOP』
- ちびまる子ちゃんと友蔵じーちゃんによる認知症早期発見、啓発
- アトムと博士による逆流性食道炎
- エステー化学
  - 『消臭ポット』

### 企業CI、番組サウンドロゴ
- NHK 番組サウンドロゴ
- 花王8x4 サウンドロゴ
- 花王フレングラス・ニュービーズ サウンドロゴ
- MORINAGA
- TOYOTA
- NTT東日本

### 映画
- キャタピラー

### アーティスト
- SOLEIL
  - 1st Album『My Name is SOLEIL』
  - 2nd Album『SOLEIL is Alright』
    - ちいさな泥棒(作曲)[2]

  - 配信限定アルバム『メロトロンガール』
    - メロトロンガール(作曲)[3]

  - 3rd Album『LOLLIPOP SIXTEEN』
  - 7inch アナログ『Twinkle Heart』
- 星野みちる
  - シングル『逆光』[4]
  - アルバム『月がきれいですね』[5]
- 近田春夫
  - アルバム『超冗談だから』
  - M10 ゆっくり飛んでけ
- にゃんぞぬデシ
  - アルバム『はじめまして。17歳です。ハッピーエンド建設中』